# Paté de Sardinha

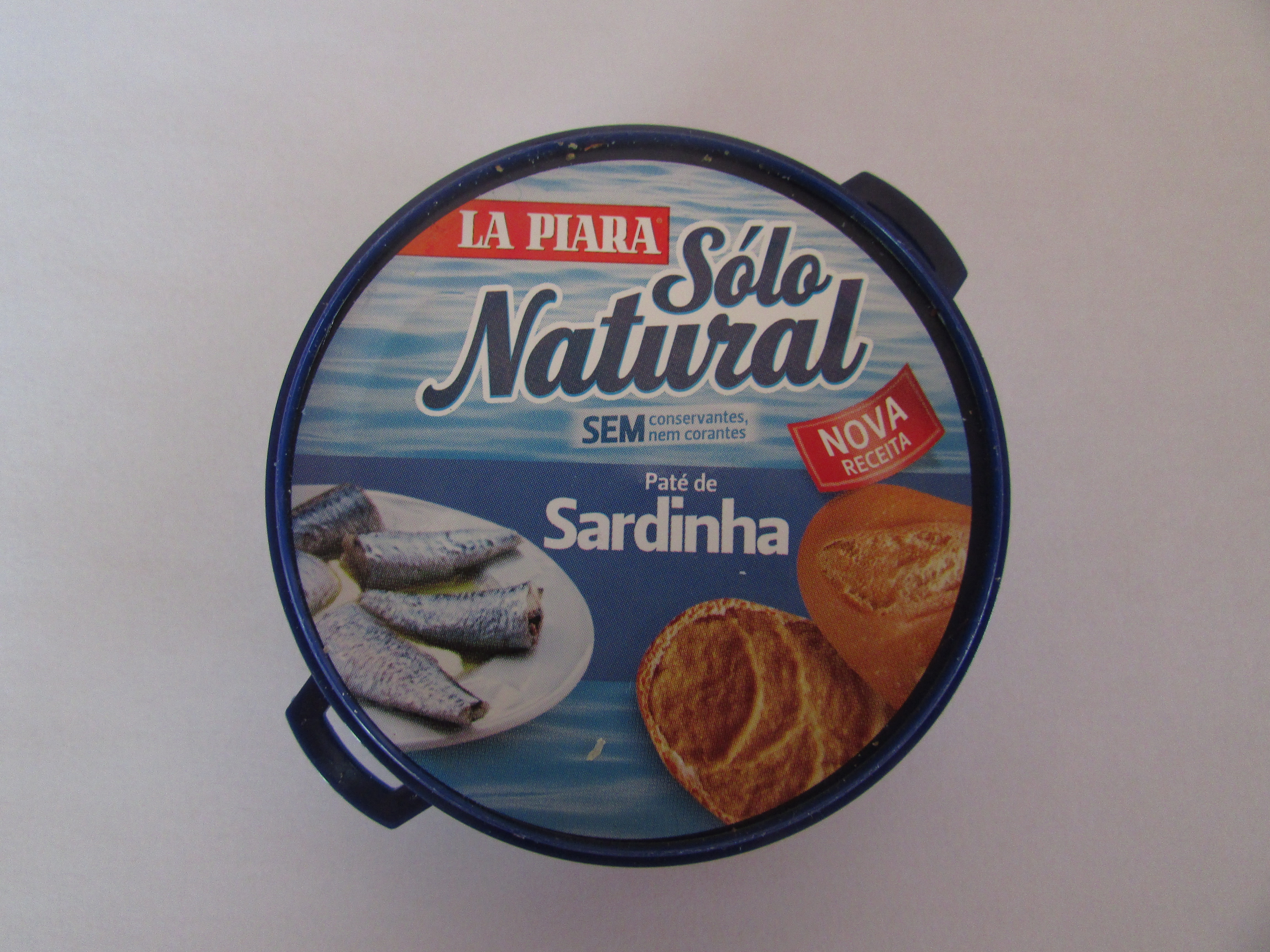
Paté de Sardinha in einer Kunststoffverpackung.

Paté de Sardinha (de.: Pastete aus Sardinen) ist eine Spezialität der portugiesischen Küche.
Sie enthält neben Sardinen in der Regel Tomatenkonzentrat und Pflanzenöle sowie je nach Hersteller auch Makrelen, Senf, Karotten, Piri Piri sowie Kartoffel- und Zwiebelpulver. Die Pastete ist in Portugal – sowie in portugiesischen Restaurants im Ausland – allgegenwärtig und wird meist zusammen mit Brotscheiben als Vorspeise gereicht. Die kleinen Konservendosen mit Aufreißdeckel oder Kunststoffverpackungen enthalten üblicherweise maximal 65 Gramm, um Reste zu vermeiden, die längere Zeit stehen bleiben und antrocknen könnten.
Die bekanntesten Hersteller sind die beiden in Olhão ansässigen Firmen Conserveira do Sul und Faropeixe, die die Pastete unter den Marken Manná beziehungsweise Fides vertreiben. Für die Produkte der meisten Marken ist ein Gehalt an Nahrungsenergie von 1.000–1.670 kJ (= 240–400 kcal) pro 100 Gramm angegeben.